# The Light the Dead See
The Light the Dead See è il primo album dei Soulsavers in collaborazione con Dave Gahan, nonché il quarto della loro discografia e il terzo per Dave Gahan da solista senza i Depeche Mode, pubblicato il 21 maggio 2012.

## Tracce
Testi di Dave Gahan, musiche di Rich Machin e Ian Glover
1. La Ribera (Strumentale) – 1:51
2. In the Morning – 3:33
3. Longest Day – 4:14
4. Presence of God – 3:45
5. Just Try – 4:03
6. Gone Too Far – 3:12
7. Point Sur Pt. 1 (Strumentale) – 1:41
8. Take Me Back Home – 4:06
9. Bitterman – 4:51
10. I Can't Stay – 5:02
11. Take – 3:45
12. Tonight – 3:58